# 黑带蛹笔螺
黑带蛹笔螺（学名：Vexillum rugosum），是新腹足目蛹笔螺科蛹笔螺属的一种。主要分布于印度尼西亚、台湾，常栖息在浅海。